# Tarek Abu Al Dahab
Tarek Abu Al Dahab, auch Tarek Aboul-Zahab (* 25. Dezember 1939 in Beirut) ist ein ehemaliger libanesischer Radrennfahrer.

## Sportliche Laufbahn
Seine sportliche Laufbahn begann Tarek Abu Al Dahab als 18-Jähriger in Paris, wo er sich 1958 auf die Straßenweltmeisterschaft in Reims vorbereitete. Als sein Entdecker und Förderer galt der ehemalige französische Rennfahrer, mehrfache französische Meister im Querfeldeinfahren und Trainer Robert Oubron. Er gehörte dem V.C.XII in Paris an, wurde Postangestellter und gehörte mehrfach dem Starterfeld der Straßen-WM (34. Platz 1962) und auch der Olympischen Spiele in Rom 1960 und Tokio 1964 an. Bei den Spielen in Mexiko-Stadt schied er im olympischen Straßenrennen aus, auch im olympischen Straßenrennen in München erreichte er das Ziel nicht.
1961 wurde Abu Al Dahab beim Grand Prix Clermont-Ferrand und 1962 Sieger des Zeitfahrens Paris-Rouen. Die Vier-Kantone-Rundfahrt in der Schweiz beendete er als Elfter. Bei der Internationalen Friedensfahrt 1962 Berlin-Prag-Warschau belegte er den 41. Platz in der Gesamtwertung. Danach folgte ein 64. Rang bei der Tour de l’Avenir.
1963 siegte er beim Grand Prix d' Évreux und wurde 31. im Gesamtklassement der Friedensfahrt. 1964 hatte er beim Course de la Paix mit dem achten Platz seine beste Etappenplatzierung (1. Etappe Rund um Warschau) und lag nach drei Etappen an siebter Position der Gesamtwertung, am Ende auf Rang 33.  Seine beste Endplatzierung war ein 24. Rang im Jahre 1965, als er wie schon 1964 in einer „Internationalen Mannschaft“ fuhr.
Ende 1965 kehrte er in seine Heimat zurück, wo er wenig Möglichkeiten hatte, Straßenradrennen zu bestreiten. So verlagerte er seine Aktivitäten auf die Bahn und wurde 1968 vierfacher Libanesischer Meister: im Straßenrennen und in drei Bahndisziplinen, dem Sprint, in der Einerverfolgung und im 1000-Meter-Zeitfahren. Damit qualifizierte er sich für die Olympischen Spiele in Mexiko-Stadt und startete auch dort in diesen vier Disziplinen. Im Straßenrennen gab er auf, in der Einerverfolgung wurde er Vorletzter, im Sprint und im Zeitfahren Letzter. 1972 qualifizierte er sich in der Einerverfolgung und im Straßenrennen erneut für die Olympischen Spiele in München, landete aber wiederum auf hinteren Plätzen.

## Berufliches und späteres Leben
Im Mai 2012 weilte Tarek Abu Al Dahab, der ein Beirut ein Fahrradgeschäft betreibt, aus Anlass der Feierlichkeit zum 60-jährigen Jubiläum der Friedensfahrt auf deutschem Boden in Kleinmühlingen beim dortigen Friedensfahrt-Museum und hatte ein Wiedersehen mit Täve Schur und anderen ehemaligen „Friedensfahrern“. Zu seinem 75. Geburtstag reisten Abgeordnete des Friedensfahrt-Museums nach Beirut, um ihm zu gratulieren.